# Daimler G.II
Die Daimler G.II war ein zweimotoriges Großflugzeug der Daimler-Motoren-Gesellschaft aus dem Jahr 1916.

## Geschichte
Die erste wirkliche Neuentwicklung der Daimler-Motoren-Gesellschaft entstand mit der zweimotorigen Daimler G.II unter Karl Schopper im Jahr 1916. Ausgerüstet wurde die Daimler G.II mit zwei 220 PS starken Daimler D.IV-Motoren. Mit 17 Metern Spannweite war die Daimler G.II deutlich kleiner als die beiden aus der Union G.I abgeleiteten Daimler R-Flugzeuge. Den Erstflug absolvierte Daimler-Testpilot Irrek am 20. November 1916. Das Flugzeug erwies sich während des Erstflugs als kaum steuerbar. Die weitere Erprobung wurde vermutlich schon Anfang 1917 aufgegeben.
Schopper überarbeitete den Entwurf nochmals insbesondere im Bereich der Flügelanordnung. Der Erstflug in der modifizierten Bauform erfolgte am 28. Juni 1917. Das Flugverhalten konnte allerdings nicht verbessert werden. Daraufhin wurde die Entwicklung der Daimler G.II eingestellt.

## Technische Daten
| Kenngröße             | Daimler G.II                              |
| --------------------- | ----------------------------------------- |
| Besatzung             |                                           |
| Rumpflänge            |                                           |
| Rumpfhöhe             |                                           |
| Spannweite            | 17,0 m                                    |
| Flügelfläche          |                                           |
| Leermasse             |                                           |
| Startmasse            | 2700 kg                                   |
| Triebwerke            | 2 × Daimler D.IV, 2 × 220 PS (ca. 160 kW) |
| Höchstgeschwindigkeit |                                           |
| Reichweite            |                                           |